# فهر (اسم)
فهر هو اسم علم مذكر من أصل عربي، ومعناه هو حجر بحجم الكف تسحق به العطور والأدوية، وله معنى آخرى.

## شخصيات تحمل الاسم
- فهر بن مالك

## وصلات خارجية
- موسوعة السلطان قابوس لأسماء العرب نسخة محفوظة 5 أبريل 2019 على موقع واي باك مشين.